# Filature Levavasseur
La filature dite Levavasseur au lieu-dit Fontaine-Guérard à Pont-Saint-Pierre est une « cathédrale » industrielle, construite au milieu du XIXe siècle sur un ex-bien national et conservée à l'état de ruine depuis son incendie en 1874 .
 Elle est souvent confondue avec l'abbaye Notre-Dame de Fontaine-Guérard, qui se trouve à proximité.

## Histoire

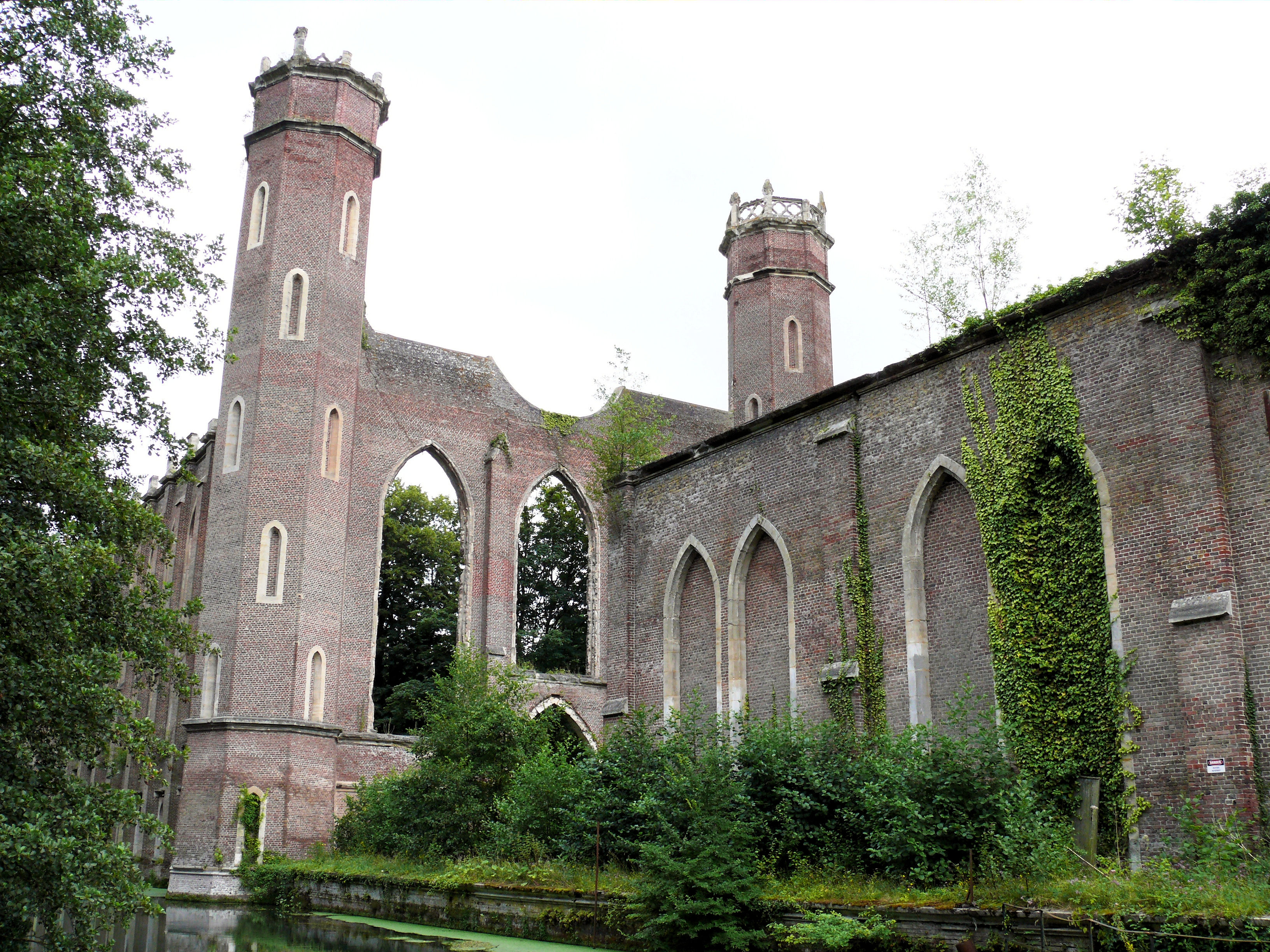
La cathédrale-filature.

En 1822, à la suite de difficultés économiques, Adolphe Guéroult vend son domaine industriel constitué d'une filature de laine, de coton et d'une manufacture de draps établie sur le site de l'abbaye Notre-Dame de Fontaine-Guérard à Radepont au baron Levavasseur. Édouard (dit Jacques) Levavasseur est un manufacturier et armateur au Havre. Il importait lui-même son coton d'Amérique sur ses propres navires pour fournir ses filatures. Il remet en état le site, le restaure et l'améliore. Il meurt le 20 mars 1842.
Son fils Charles, associé dans la gestion de l'établissement depuis ses débuts, devient propriétaire du domaine. Quelques mois plus tard, un incendie ravage la filature de laine. En 1844, l'achat du château de Radepont le rend propriétaire de terrains sur plus de cinq kilomètres le long de l'Andelle. À la suite de nouveaux incendies sur les deux autres lieux de production en 1851, Charles Levavasseur décide de raser le site industriel et d'établir en aval la nouvelle usine, afin de dégager la vue sur l'ancienne abbaye. En 1855, il projette la reconstruction de la filature. Pour faire tourner les machines de la filature prévue pour 300 ouvriers, il dévie le cours de l'Andelle et fait construire un canal qui procure une chute d'eau de 3,6 m. Les travaux commencent en 1857. L'usine, de style néogothique anglais, mesure 114 m de long pour 26 m de large. Les tours octogonales aux quatre coins s'élèvent à 38 m de hauteur, sur 5 niveaux de planchers desservis par les escaliers contenus dans trois d'entre elles. La quatrième tour est en réalité une cheminée. Une seconde filature, dite « petite filature » (96 m de long et 20 m de large) est construite à proximité. En 1861, l'usine commence sa production.
Le 23 août 1874, un incendie ravage la grande filature,. Charles Levavasseur passe alors l'affaire à son fils Arthur. L'assurance ne pouvant prendre en charge la totalité des travaux, seule la petite filature est restaurée et remise en activité. En 1913, un nouvel incendie a lieu mais n'empêche pas l'activité de se poursuivre. Quand Arthur meurt en 1923, Jacques puis Bernard Levavasseur lui succèdent.
Le château de Radepont et son parc sont vendus. Fernand Colombel fait don en 1937 de l'abbaye de Fontaine-Guérard à l'Armée du salut.
Le 16 décembre 1946, un nouvel incendie dans la petite filature met fin à toute activité sur le site. Seul un bâtiment est reconstruit au droit du barrage, où est installée une centrale hydroélectrique fournissant du courant à la régie d'électricité d'Elbeuf.

## Ouverture au public
En 1999, le site est racheté par le département de l'Eure. Le département prévoit l'aménagement du site pour permettre les visites d'un des derniers témoignages des grandes filatures du milieu du XIXe siècle construites comme les châteaux de l'industrie du Nord de la France.
Au terme d'une étude technique, une visite exceptionnelle est organisée le samedi 15 septembre 2018 (Journées du patrimoine). L'événement est reconduit en 2019 et 2020.
En 2021, le département a pour objectif de présenter la filature aux yeux des visiteurs lors de la journée du patrimoine de 2022.
Elle fait partie des projets retenus du Loto du patrimoine 2021.
D'autres visites ont lieu en 2014. Des travaux de consolidation sont prévus.